# Metrô de Fortaleza

Logo der Metrô de Fortaleza

Die Metrô de Fortaleza wird durch das Verkehrsunternehmen Metrofor verwaltet und ersetzt damit die bisherige Superintendência de Trens Urbanos de Fortaleza, die in Zusammenarbeit mit der Companhia Brasileira de Trens Urbanos (CBTU) verantwortlich war. Das Metrosystem soll nach seiner Fertigstellung etwa 485.000 Passagiere täglich transportieren.

## Geschichte
Die Metrofor wurde im Mai 1997 mit dem Ziel gegründet, das schienengebundene Nahverkehrssystem von Fortaleza zu modernisieren, was bis dahin Aufgabe der staatlichen Bahngesellschaft CBTU war.
Die Bauarbeiten für die meterspurige Metro begannen im Januar 1999 mit der Trennung zwischen Güterverkehr und Passagierverkehr einer Bahnstrecke. Vorher verkehrten beide auf derselben Strecke der Companhia Ferroviária do Nordeste.
Der eigentliche Bau der U-Bahn begann erst im Jahr 2001 mit dem Bau der Linha Sul (Südlinie). Die Fertigstellung dieser Strecke war nach vielen Baustopps für das Jahresende 2011 vorgesehen. 2006 wurde durch die Landesregierung des Bundesstaates Ceará die spanische Firma Eptisa damit beauftragt, eine Studie für den Bau einer neuen Metrolinie herzustellen. Diese neue Linie soll die Station Parangaba mit dem Stadtteil Mucuripe über die Station Borges de Melo verbinden.

## Übersicht über das Transportsystem

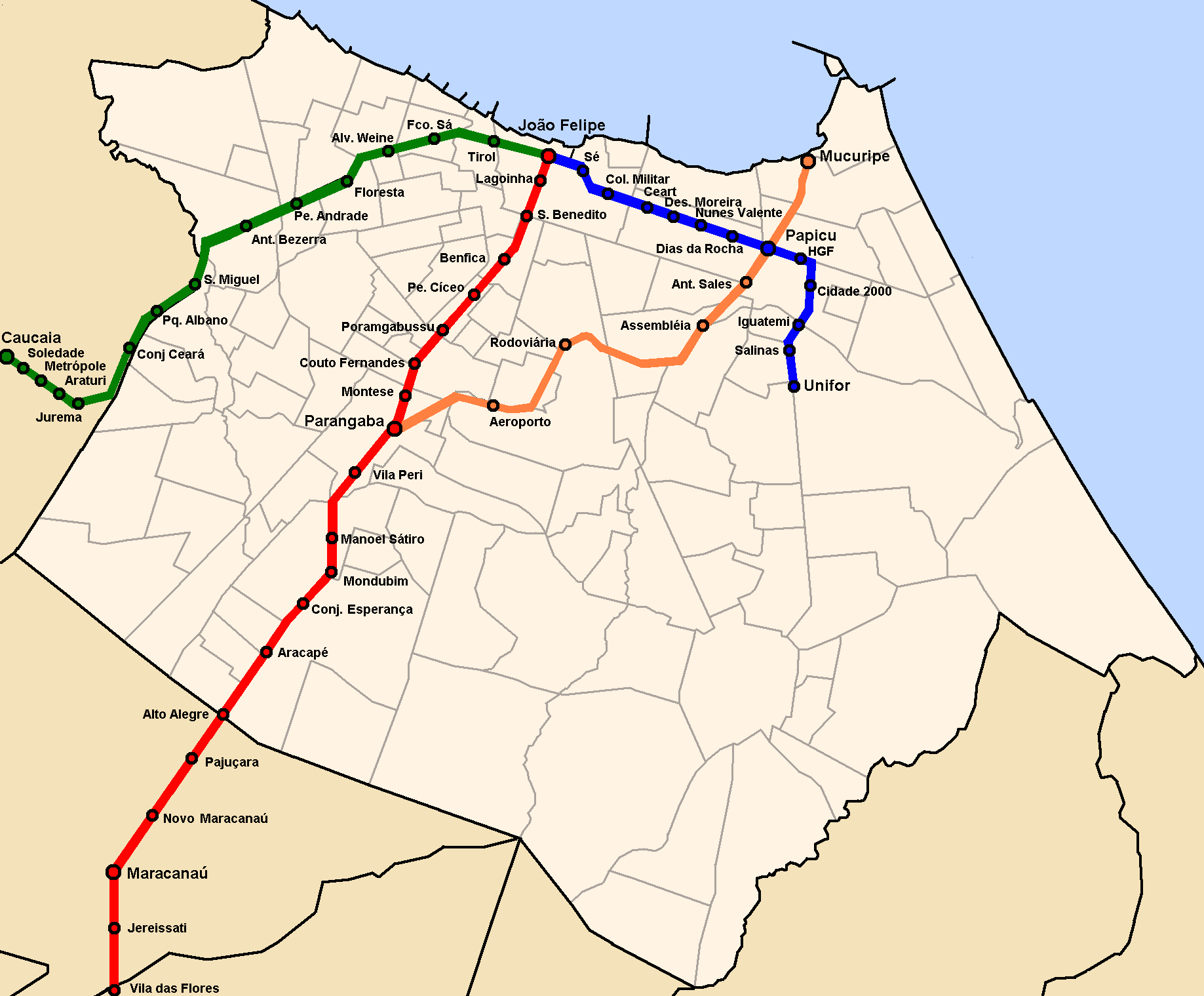
Übersichtskarte der Strecken von Metrofor

Die Metrô de Fortaleza wird insgesamt eine Streckenlänge von 62,8 km erhalten. Davon wird die größte Teil an der Oberfläche verlaufen, während 16 km im Tunnel und 4,4 km ala Hochbahnstrecke geplant sind. Das Metro-System soll in drei Etappen verwirklicht werden und dabei möglichst viele bereits bestehende Schienenstrecken verwenden.
| Linie      | Start / Ende                                       | Eröffnung | Streckenlänge (km) | Stationen | Fahrtdauer (min) | Betriebszeiten |
| ---------- | -------------------------------------------------- | --------- | ------------------ | --------- | ---------------- | -------------- |
| Süden      | Estação Central Chico da Silva ↔ Carlito Benevides | 2012      | 24,1               | 18 (20*)  | 33               | 05:30–23:00    |
| Westen     | Caucaia ↔ Moura Brasil                             |           | 19,5               | 10 + 5*   |                  | 05:30–20:40    |
| Osten      | João Felipe ↔ Unifor                               | ---       | 12                 | 6         | ---              | in Planung     |
| Maranguape | Jereissati ↔ Maranguape                            | ---       | 7,2                | 2         | ---              | in Planung     |
| Mucuripe   | Parangaba ↔ Borges de Melo ↔ Mucuripe              | 2014      | 16                 | 4 + 6*    |                  | in Bau         |

(*) Stationen in Bau

## Metrô do Cariri
Die Metrô do Cariri ist ein weiteres Stadtbahnsystem, das von der Gesellschaft Metrofor betrieben wird und seit 2009 die beiden eng beieinander liegenden Städte Crato und Juazeiro do Norte verbindet. In der ersten Phase wurden neun Stationen und eine Schienenstrecke von 13,6 km Länge gebaut.